# Łubowo (Groot-Polen)
Łubowo is een dorp in het Poolse woiwodschap Groot-Polen, in het district Gnieźnieński. De plaats maakt deel uit van de gemeente Łubowo en telt 880 inwoners.